# Руденко, Виктор Макарович
Виктор Макарович Руденко  (31 мая 1956 года, село Лазаревка (Амурская область), Тамбовский район (Тамбовская область) — заслуженный работник физической культуры Российской Федерации (2001), отличник народного просвещения РСФСР (1989), тренер сборной команды Амурского государственного университета по гандболу. Почётный житель села Ивановки .

## Биография
Родился Виктор Макарович 31 мая 1956 года в селе Лазаревка Тамбовского района.
Когда ему было 4 года, родители переехали в село Ивановку. Отец работал электриком в колхозе, а мама — ночной няней в детском саду.
С 4-го класса занимался в спортивной школе. Играл в баскетбол, в хоккей с мячом, позже увлёкся гандболом. В 10 классе ездил в Красноярск на чемпионат страны (зона «Дальний Восток и Сибирь»).
Виктор Макарович в 1973 году закончил ивановскую среднюю школу и поступил в педагогический институт. В 1977 году окончил институт, вернулся работать в родное село Ивановка. В течение 28 лет тренировал детские и юношеские команды по гандболу в спортивной школе Ивановки.
Сейчас Виктор Макарович Руденко работает в Амурском государственном университете руководителем спортивного клуба, тренирует вузовскую команду по гандболу. За все годы тренерской деятельности порядка 12-ти его воспитанников стали чемпионами России среди команд суперлиги и высшей лиги. Среди них: Александр Литовский, Владимир Стукалин, Дмитрий Санталов .

## Награды и звания
- Отличник народного просвещения РСФСР
- Заслуженный работник физической культуры Российской Федерации[6]
- Почётный житель села Ивановки